# Paradandamis fuscovittata
Paradandamis fuscovittata là một loài bọ cánh cứng trong họ Cerambycidae.